# Hotaru Yamaguchi
Hotaru Yamaguchi (født 6. oktober 1990) er en japansk fodboldspiller.

## Japans fodboldlandshold
| Japans landshold | Japans landshold | Japans landshold |
| År               | Kmp              | Mål              |
| ---------------- | ---------------- | ---------------- |
| 2013             | 8                | 0                |
| 2014             | 7                | 0                |
| Total            | 15               | 0                |